# 塞勒姆 (马萨诸塞州)
塞勒姆（發音：/ˈseɪləm/；又譯沙連）是位於美国麻薩諸塞州北岸波士頓近郊的一座歷史悠久的沿海都市，是艾塞克斯縣的县治所在。塞勒姆被認為是新英格蘭歷史的基石，是美國喀爾文宗清教徒歷史上最重要的海港之一。
身為1692年塞勒姆審巫案的舞臺之一，在這座城市中可以看到許多和巫術有關的文化特色，例如警車上裝飾著女巫的標誌，公立國小被命名為「巫術高地國小」（Witchcraft Heights Elementary School），塞勒姆高中運動隊以「女巫」為名。被認為曾是當年處決許多女巫的地點「絞刑丘」（Gallows Hill）目前也被用來當作各種體育項目的運動場地。
每年都有超過100萬名來自世界各地的遊客拜訪塞勒姆，為塞勒姆帶來至少一億美元的消費額。在2016年的萬聖節週末，有超過二十五萬人拜訪塞勒姆。2012年，麻薩諸塞州零售商協會（Retailers Association of Massachusetts）宣布塞勒姆獲得首屆「最佳購物區」（Best Shopping District）獎。2013年10月，總統歐巴馬簽署了行政命令，將塞勒姆定名為美國国民警卫队的發源地。
塞勒姆面积47.4平方公里。根据2020年美國人口普查，人口共有44480人。

## 歷史

### 早期歷史

塞勒姆的海濱，大約是1770年－1780年

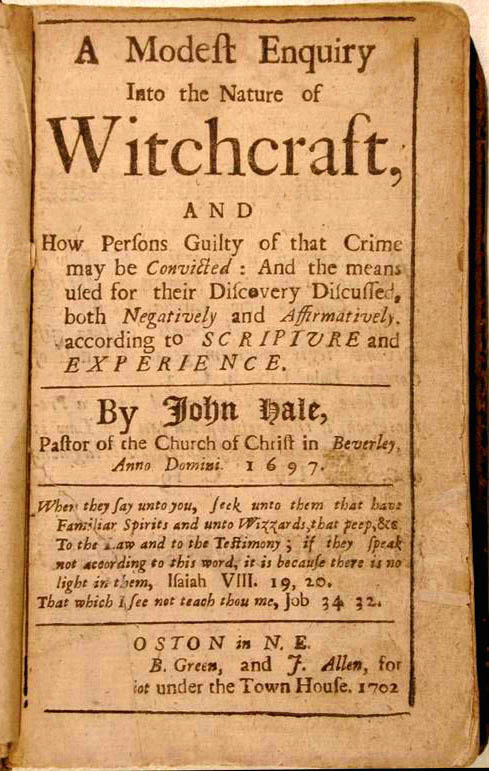
約翰·黑爾的著作《略論巫術的本質》封面（1697年著於波士頓）

塞勒姆座落於瑙姆凱格河（Naumkeag River）河口，此地原先是印地安人的村莊和貿易中心。來自歐洲的殖民地拓荒者最早於1626年在此定居，當時由羅傑·科南特所率領的一群漁夫從安角來到此地。科南特的領導使人們熬過了最初兩年，人們得到了穩定的生活。但隨後麻薩諸塞灣公司卻指派約翰·恩德科特來取代科南特。科南特慷慨地讓出位置，作為補償，他獲得了200英畝（0.81平方）的土地。這些「新殖民者」和「舊殖民者」之所以會同意合作，有很大一部分要歸功於科南特和恩德科特的交際手腕。為了讚揚這段和平的政權轉移，聚居地的名稱從原名瑙姆凱格改為「塞勒姆」，這是希伯來語單字「和平」的希臘化形式（שלום，shalom）。
1628年，恩德科特下令將當時被當作總督府來使用的大宅拆開，從原地點安角搬到教堂街以北的華盛頓街，並在該地重新組裝。牧師弗朗西斯·希金森寫道：「我們為總督建造出一間新房子」，該房子因為有兩層樓高而讓人印象深刻。之後隨著麻薩諸塞灣憲章的發布，麻薩諸塞灣殖民地正式成立，並由馬修·克拉多克擔任位於倫敦的初代總督，而約翰·恩德科特則擔任位於殖民地的初代總督。約翰·溫斯羅普於1629年被選為第二任總督，並於1630年和溫斯羅普艦隊一同抵達殖民地，這趟旅程屬於1620至1640年間清教徒大規模移民的其中一環。
1639年，恩德科特簽署合同以將湯浩斯廣場（Town House Square）的會議室擴建為塞勒姆的第一座教堂，該份文件至今仍保存在市鎮廳的紀錄中。塞繆爾·斯凱爾頓是塞勒姆第一教堂（First Church of Salem）的第一任本堂牧師，弗朗西斯·希金森則成為了教堂的第一任牧師，這座教堂是美國最早的清教徒教堂之一。恩德科特和斯凱爾頓建立起密切的關係，恩德科特也因他而皈依，他認為斯凱爾頓是他的精神之父。恩德科特一生都積極地活躍於小鎮的事務當中。
1692年發生的塞勒姆審巫案是塞勒姆最廣為人知的歷史事件之一，起因於兩個小女孩艾比蓋兒·威廉斯和貝蒂·帕里斯身上所出現的奇怪症狀。這場審巫案最後導致二十人因涉及巫術而被處刑。作為多蘿西·塔爾百殺女案的發生地點，塞勒姆在法律史上也具有特殊意義。多蘿西·塔爾百是一位殺死了自己三歲女兒的精神病患者，她最終被判處絞刑，因為在當時的麻薩諸塞，精神失常的行為和犯罪行為是沒有區別的。
威廉·霍桑是早期塞勒姆的一位富裕商人和重要人物，他率領部隊在菲利普國王戰爭中取得勝利，之後在最高法院當上了地方法官，並被選為眾議院的首任議長。霍桑積極提倡自由民的個人權利，而不是支持英國皇室的使者。他的兒子約翰·霍桑是塞勒姆審巫案中的主要法官之一，他是女巫審判的法官中最著名的一位，外號是將女巫判處死刑的「絞刑法官」。

### 美國革命時期

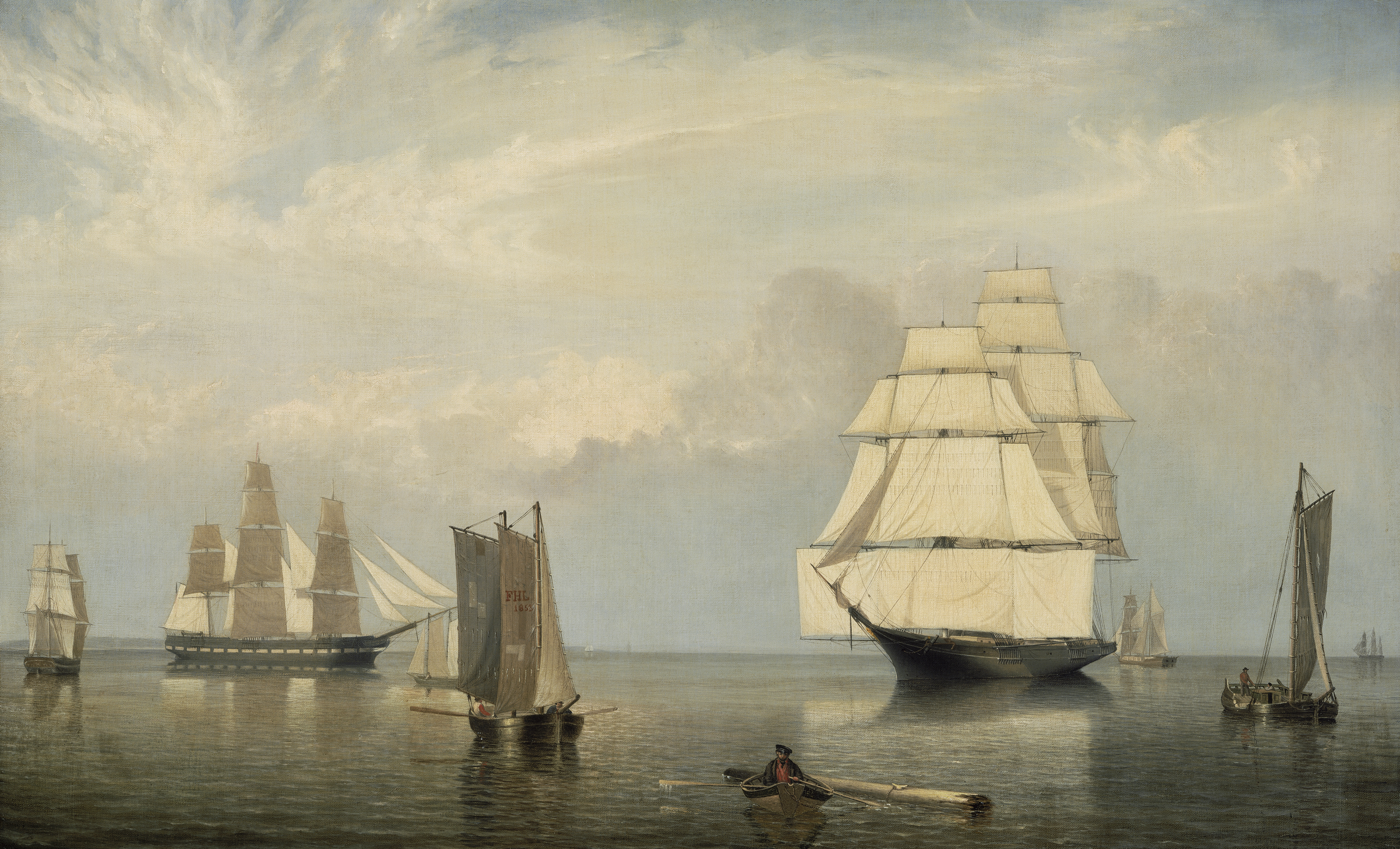
《塞勒姆港口》（Salem Harbor），帆布油畫，菲茨·休·蓮恩1853年所繪，現藏於波士頓美術館。

1775年2月26日，愛國者們在北河（North River）升起了釣橋（位於現今的北街），以阻止大英帝國校官亞歷山大·列斯利與其率領的第64步兵軍團部隊300人奪得北塞勒姆的貯存品與軍火。當日雙方達成協議，沒有任何人流血。
同年5月，在列克星敦和康科特爆發戰爭之後，一群和塞勒姆有聯繫的知名商人認為有必要發表聲明，撤回那些可能會被解釋為忠於英國的言論，並表現出他們樂意為美國的理想奉獻的精神。這些人包括弗朗西斯·卡博特（Francis Cabot Lowell）、威廉·品欽（William Pynchon）、湯瑪斯·巴納德（Thomas Barnard）和威廉·皮克曼（William Pickman）等人。
在美國獨立戰爭期間，塞勒姆成為了私掠者們的中心。雖然有關文獻並不完整，但我們可以知道的是當時這段期間批准了大約1700份私掠許可證。近800艘船隻被委任為私掠船，大約有600艘英國船隻被這些船抓住或摧毀。私掠行為在後來的1812年戰爭期間也曾一度恢復。

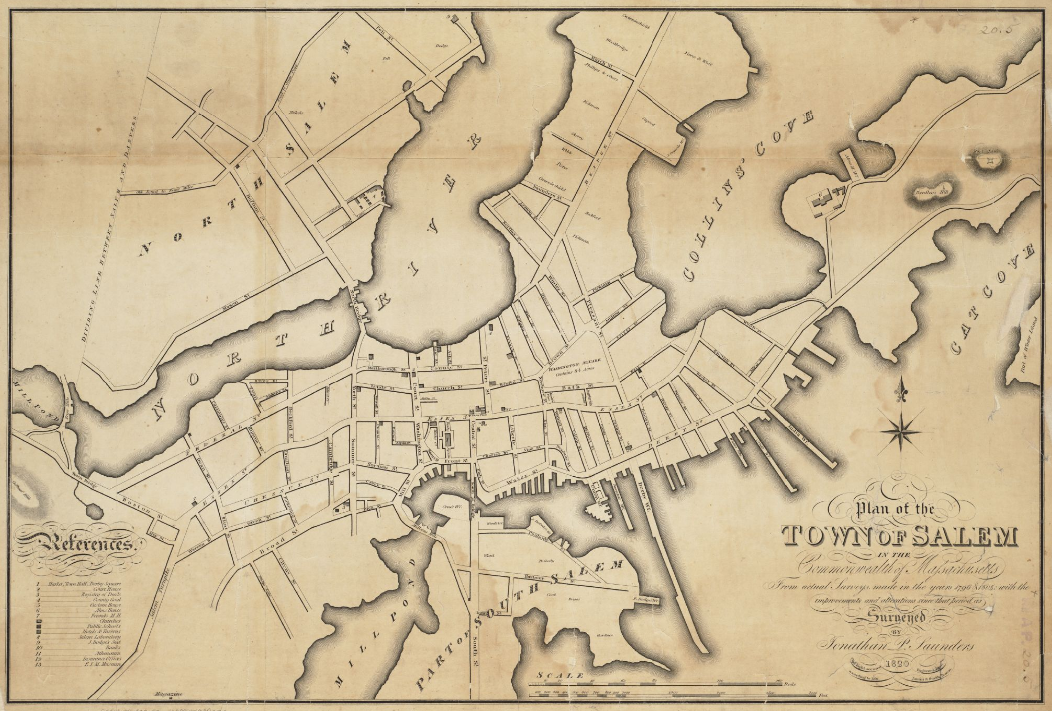
塞勒姆的地圖，約1820年

### 美國建國後與海上貿易發展
在美國革命期間，有許多私掠船因體積過大而難以短程航行，因而難以從事沿海貿易。因此這些船的擁有者們決定要以更遙遠的國家為目標，開發新的貿易航線。塞勒姆鎮上有許多血氣方剛的年輕人對這樣的大冒險興致勃勃，例如納撒尼爾·西爾斯比船長，他率領了一場長達19個月的航海，這可能是才剛獨立的美國第一次有人航往東印度，而西爾斯比和他的兩名夥伴查爾斯·德比（Charles Derby）與理查·J·克里夫蘭（Richard J. Cleveland）在當時甚至都還沒滿20歲。1975年，喬納森·卡恩斯船長（Captain Jonathan Carnes）在此地啟航，他為了胡椒而前往蘇門答臘和馬來群島。這場航行是對外保密的，因此一直到18個月後他帶著一船胡椒回來以前，都沒有人知道這件事。他所帶回來的第一批胡椒讓他賺入了驚人的七倍利潤。
1784年，中國皇后號從紐約抵達中國，促進塞勒姆開始發展對中國的貿易。1790年，塞勒姆成為美國第六大都市。作為一個世界級的貿易港口，塞勒姆一方面向歐洲和西印度群島出口鱈魚，一方面向西印度群島進口糖、糖蜜和蘇門答臘胡椒，向中國進口茶葉。塞勒姆的船隻也會航向非洲（特別是尚吉巴）、俄羅斯、日本和澳洲。
美國的中立地位在拿破崙戰爭時期受到了挑戰。在切薩皮克號-豹號事件發生後，美國總統湯瑪斯·傑佛遜面臨了是否要保持中立的抉擇。最後，他決定施行1807年禁運法案，一夜之間封鎖了美國的所有港口，塞勒姆也是其中之一。1807年禁運法案也成為了後來1812年戰爭爆發的遠因之一。當時英國和法國都藉由施行貿易限制來削弱彼此的經濟，它們的政策也同樣妨礙到美國的貿易。隨著時間過去，英國海軍對美國船隻的騷擾也不斷增加，他們經常攔截與法國進行貿易的美國商船並扣押其貨物，有時甚至會強制徵召走船上的美國男人。
1788年至1845年的這段期間是美國進入國際關係的開始，為後來21世紀的全球化浪潮打下基礎。塞勒姆在這段期間也透過海上貿易，成為全球貿易體系的一環，許多塞勒姆人都依賴這點維持生計。凡妮塔·夏斯特里（Vanita Shastri）所撰寫的《The Salem–India Story》（2008年）描述了這段期間塞勒姆水手的故事，他們透過貿易抵達了世界各個角落。查爾斯·恩迪科特（Charles Endicott）是友誼號的船長，他在1831年回到塞勒姆後宣稱蘇門答臘的原住民劫掠了他的船，還殺害船上的大副和兩名船員。在民眾的強烈不滿之下，總統安德魯·傑克森下令發動第一次蘇門答臘遠征以懲戒當地原住民，巡防艦波多馬克號被用在此次作戰中，該船於1831年8月19日從紐約市出航。這次的事件也促使外交官埃德蒙·羅伯茨前往東方，並於1833年9月21日和馬斯喀特和阿曼蘇丹賽義德·本·蘇爾坦簽下條約。1837年，蘇丹將他的主要居住地遷往尚吉巴，並邀請一位來自塞勒姆的市民理查·沃特斯（Richard Waters）就任美國領事。

## 姊妹市
- －奧羅維爾 (加利福尼亞州)，2007年起建立姊妹市關係[34]。
- －東京大田區，1991年11月18日起建立姊妹市關係[35]。

## 知名人物

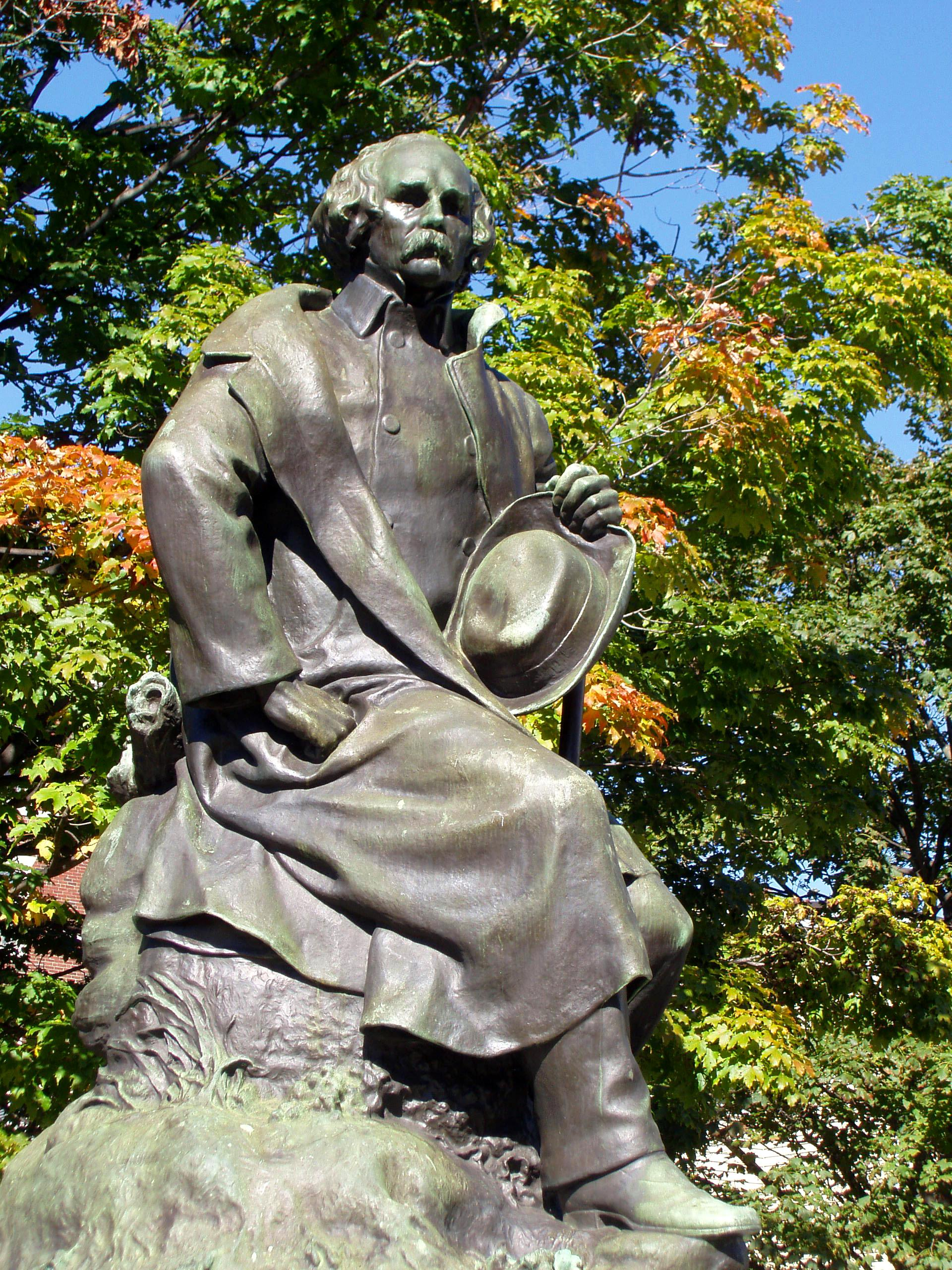
由貝拉·普拉特所雕塑的納撒尼爾·霍桑雕像

- 羅傑·威廉斯（1603年－1683年）：英格蘭新教神學家。
- 約翰·霍桑（1641年－1717年）：塞勒姆審巫案的主要法官。
- 蒂莫西·皮克林（1745年－1829年）：美國國務卿。
- 班傑明·威廉斯·克勞寧希爾德（1772年－1851年）：美國政治家。
- 約瑟夫·斯多利（1779年－1845年）：美國最高法院法官。
- 丹尼爾·韋伯斯特（1782年－1852年）：美國國務卿。
- 納撒尼爾·霍桑（1804年－1864年）：知名文豪，代表作《紅字》。
- 莎拉·帕克·勒蒙（英语：Sarah Parker Remond）（1815年－1894年）：女性廢奴主義者。
- 亞歷山大·格拉漢姆·貝爾（1847年－1922年）：發明了電話的發明家。
- 傑克·威爾許（1935年－）：奇異公司執行長，他在塞勒姆長大，並就讀塞勒姆的高中。
- 瑞克·布朗森（1972年－）：美國職業籃球運動員。

## 腳註
1. ↑  兩人皆為麻薩諸塞灣殖民地的初代總督，恩德科特負責當地，克拉多克則負責在倫敦管理殖民地營運[14]。